# 桃園市政府海岸及資源循環工程處
桃園市政府海岸及資源循環工程處，簡稱桃市海資處，為桃園市政府成立的二級機關，前身為「海岸管理工程處」。負責統整桃園轄內海岸工程、廢棄物設施、資源循環等業務，上級單位為桃園市政府環境保護局。桃市海資處設置：處長、副處長、總工程司、主任秘書、副總工程司、科長、主任，共5科4室，與桃園市政府環境保護局合署辦公。

## 沿革

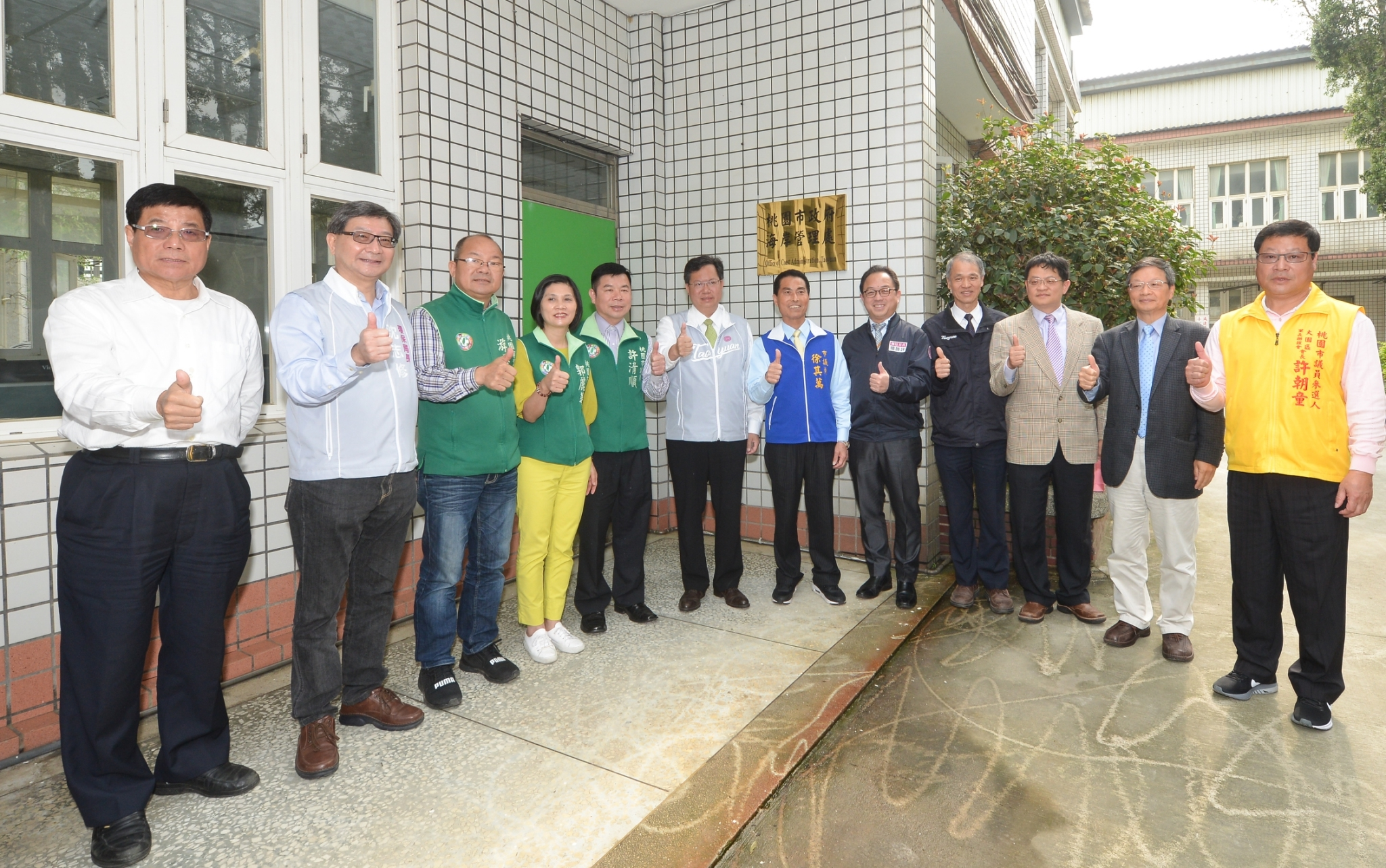
2018年3月，海岸管理處揭牌

時任桃園市長鄭文燦於2016年表示正研議成立「海岸管理處」，桃園市海岸線長46公里，但近年來因經濟開發，海岸線漸漸失去往昔風光，魚塭、垃圾場、公路、堤防、消波塊、工業區等取代了原本美好的海景，因而海岸保護刻不容緩，但海岸管理事務涉及許多面向，分屬不同主管機關及法令規範，市府為求事權統一，創全國之先設置「海岸管理工程處」，專責辦理海岸管理事務，以打造自然人文、親水樂活的美麗海岸為願景。於是在2018年3月15日揭牌成立，並使用使用原大園國中校舍。
2024年1月2日，海岸管理工程處因應環保署改制為環境部，改制為「海岸及資源循環工程處」，對應資源循環署，加入廢棄物設施、資源循環等業務，首任海資處長由原環保局副局長呂明錡升任。

## 組織架構

### 處本部
- 處長
- 副處長
- 總工程司
- 主任秘書
- 副總工程司
- 科長
- 主任

### 內部單位[4]
- 永續工程設計科：海岸及環保設施工程規劃、設計及品質管考；一般廢棄物源頭減量及資源循環政策規劃、永續消費、基金管理等事項。
- 廢棄物設施工程科：一般廢棄物處理設施（含焚化廠、底渣場、生質能、掩埋場）之興建、管理及回饋金管理等事項。
- 海岸及循環工程科：海岸工程、資源化設施、水質淨化設施及其他環保設施之興建及管理等事項。
- 資源再利用科：資源循環再利用與產源管理、許可管理、流向管制及廢棄物申報及勾稽等事項。
- 循環處理科：推動物料循環、資源再生及處理機構管理、環保科技園區及永續資源館等事項。
- 秘書室：文書、檔案、印信、出納、總務、採購、財產管理、館舍維護管理、法制、研考及不屬於其他各單位事項。
- 會計室：辦理歲計、會計及統計事項
- 人事室：辦理人事管理事項。
- 政風室：辦理政風事項。

### 設施場館[5]
- 新屋濱海植物園
- 永續資源館
- 桃園市海岸設施[6]
- 欣榮焚化廠
- 桃園生質能中心
- 桃園市觀音灰渣處理場
- 桃園市區域垃圾焚化廠回饋設施活動中心

## 附註
1. ↑  卞金峰. . 中央社 CNA. 2016-12-07  [2024-07-17]. （原始内容存档于2024-07-17） （中文（臺灣））.
2. ↑  謝武雄. . 自由時報. 2018-03-16  [2024-07-17]. （原始内容存档于2018-03-21）.
3. ↑  鄭淑婷. . 自由時報. 2024-01-02  [2024-07-17]. （原始内容存档于2024-01-02）.
4. ↑  . 桃園市政府主管法規系統.   [2024-07-17]. （原始内容存档于2024-04-15）.
5. ↑  . 桃園市政府海岸及資源循環工程處.   [2024-07-17]. （原始内容存档于2024-07-17） （中文（臺灣））.
6. ↑  包含牽罟灣海灘、後湖溪生態園區、石滬文化園區景觀步道、許厝港自行車景觀大橋、小燕鷗天幕、廁所等基礎設施。